# Шаровары

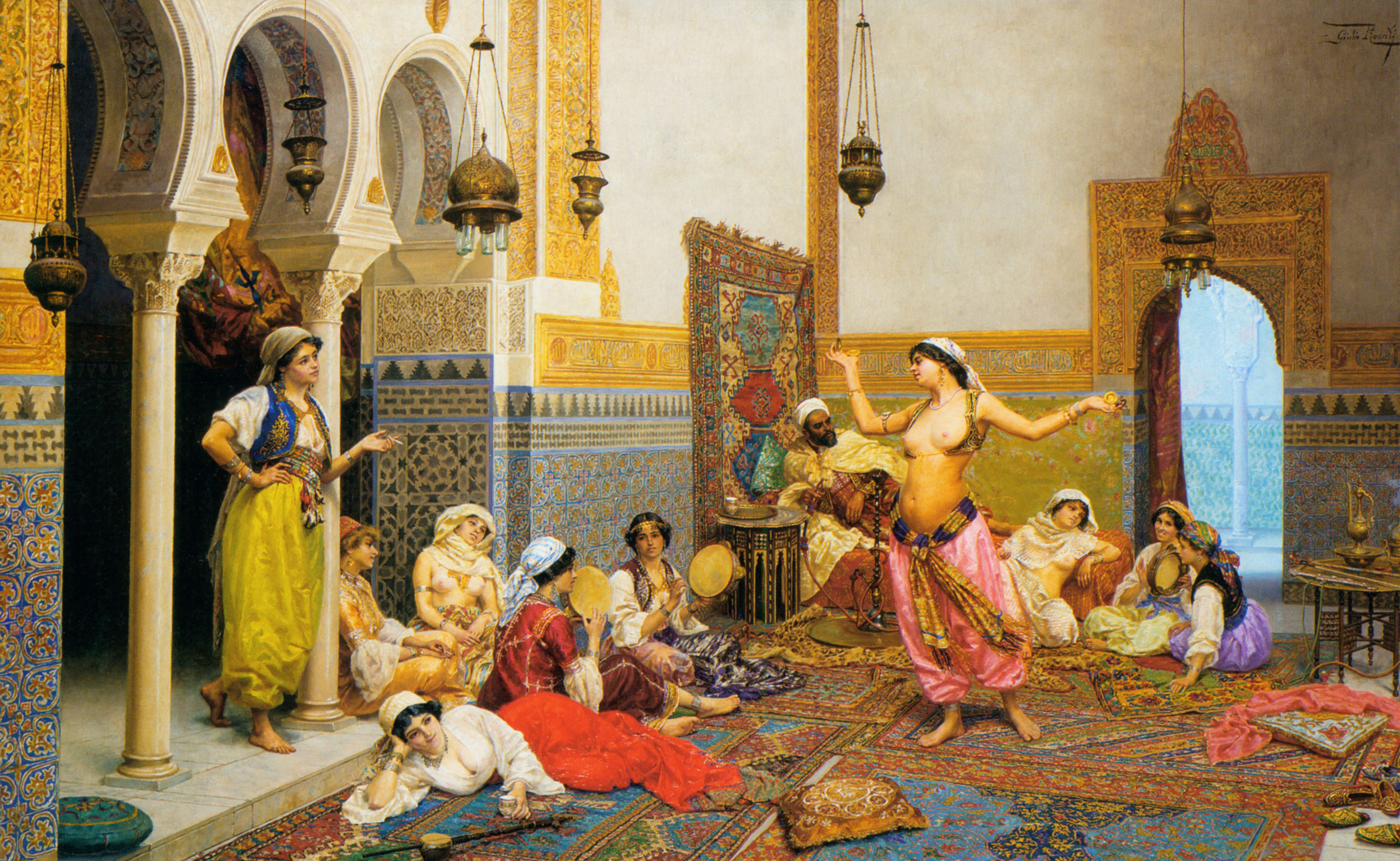
Джулио Розати. Танец в гареме

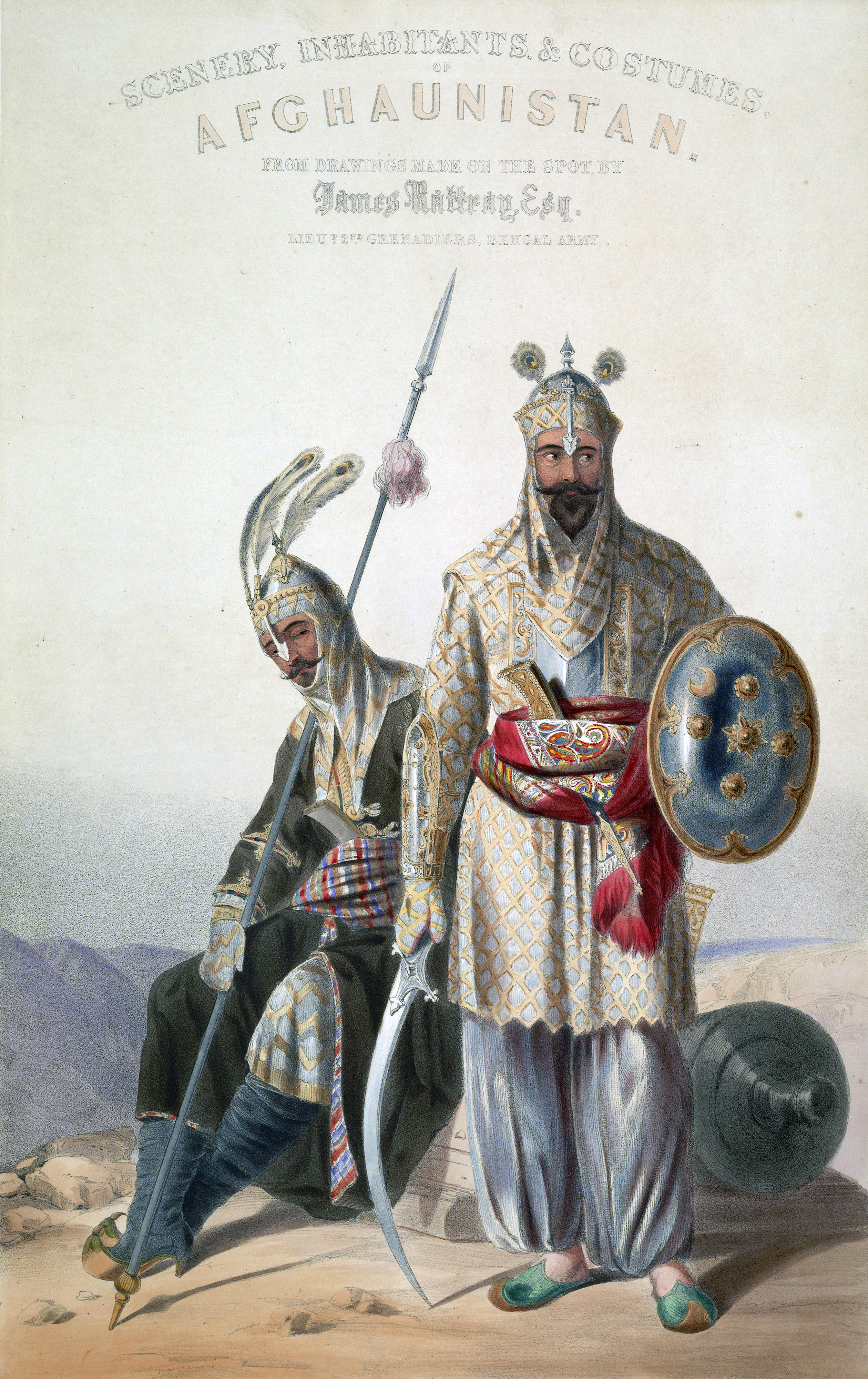
Воин-пуштун (стоит) в шароварах

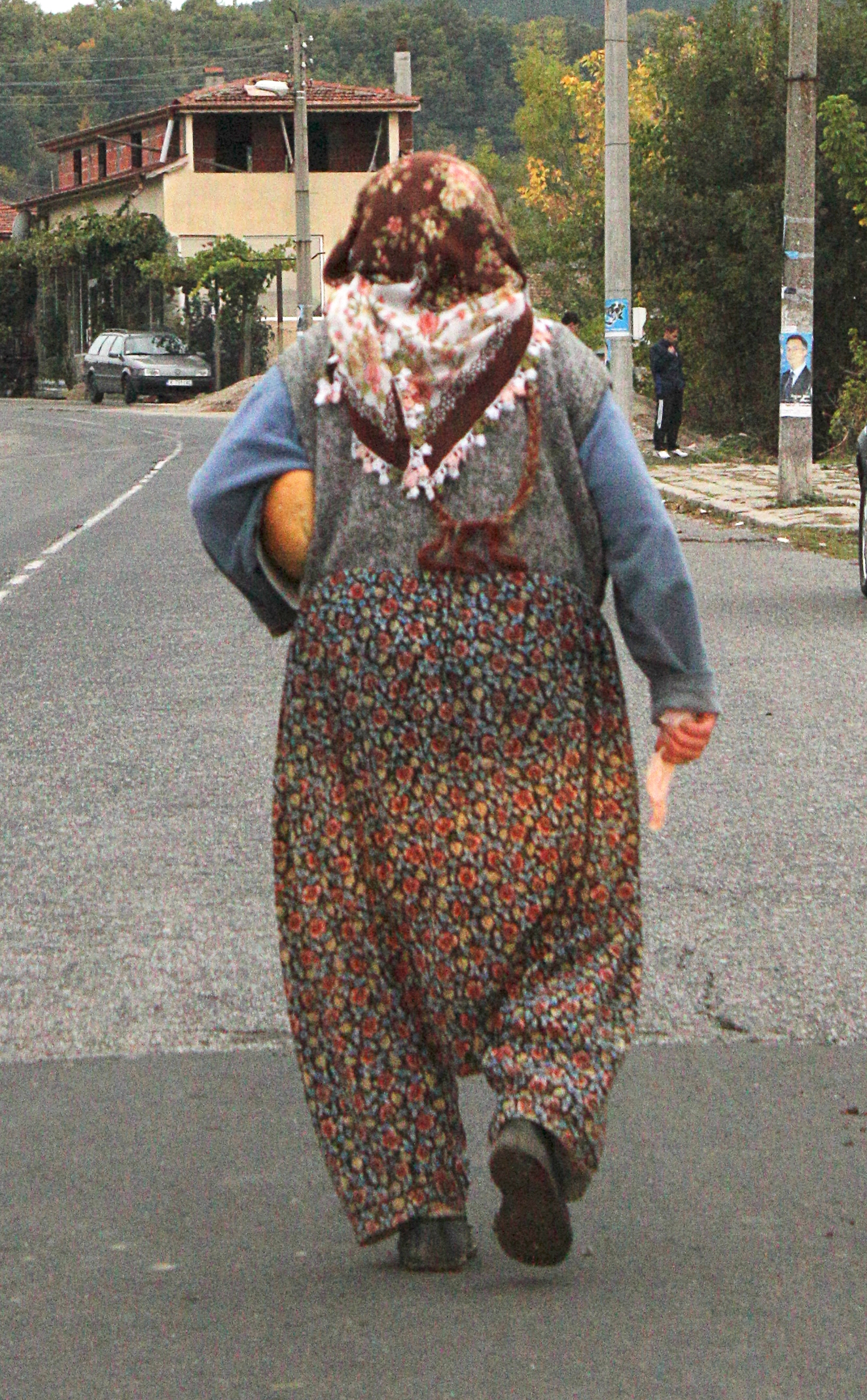
Женщина в шароварах. Болгария

Шарова́ры — штаны, очень широкие в бёдрах, часто со сборками на талии и сужающиеся к голени.

## История
Слово «шаровары» происходит из иранских языков. В IV веке до нашей эры Антифан писал о скифах, одетых в «сарабара и хитоны» (др.-греч. σαράβαρα καὶ χιτῶνας). Предполагается, что упоминаемое в Книге пророка Даниила и талмудической литературе арам. סרבל обозначает мешковатые персидские штаны.
Греческий античный мыслитель Дион Хрисостом в конце 1 столетия н. э. писал «Он носил шаровары, вообще был одет по-скифски, а на плечах у него был короткий легкий чёрный плащ, как принято у борисфенитов; они предпочитают одеваться во все чёрное, очевидно, следуя примеру одного скифского племени. И хотя сами жители Ольвии говорят по-гречески не совсем правильно, поскольку живут среди варваров, но „Илиаду“ почти все знают наизусть».
Римский поэт Овидий, который был сослан императором Августом в начале нашей эры в город Томы около устья Дуная, в нескольких местах вспоминает, что местные сарматы и скифы носили «широкие штаны, просторные штаны», «рядом гетов орда, в шаровары одетые скифы». В письме Овидий отзывается о своих вынужденных соседях-сарматах: «Если даже их не бояться, то можно возненавидеть, увидев грудь, прикрытую шкурами и длинными волосами. И те, кто, как полагают, происходят из греческого города, также носят вместо отечественного костюма персидские шаровары».
В Киевской Руси также активно носили шаровары. Арабский путешественник Ибн-Омар Ибн-Даст, 930-е годы, о русах Приднепровья пишет: «Шаровары носят они (русы) широкие сто локтей материи идёт на каждые. Надевая такие шаровары, собирают они их в собрание круг колен, к которым затем привязывают».
Арабский путешественник Ибн-Фадлан, тоже очевидец, в X веке пишет об обряде погребения знатного купца у русов, которые приплыли на Волгу из своей страны из-за купеческих дел: «Итак, они надели на него (покойного) шаровары, и гетры, и сапоги».
Ещё раньше персидский аноним в «Книге границ мира» IX века пишет: «Из 100 локтей хлопчатобумажной ткани, больше или менее того, шьют они штаны, которые надевают, засучив их выше колена. Они носят шапки из овечьей шерсти, с хвостами, что приходят сзади на их шее».
В Польше и на Украине шаровары оставались экзотическим видом одежды до конца XVII века. В 1670-е годы, на фоне войн с Османской империей, они вытесняют традиционные узкие штаны. Радослав Сикора полагает, что ориентализации моды поспособствовала победа в битве при Хотине в 1673 году. С появлением шаровар в них начинают заправлять нижнюю часть жупанов. Эта мода сохранялась у польских гусар до второй половины XVIII века. В XVIII веке шаровары входят в гардероб жителей центральной и восточной Украины и становятся частью этнографического народного костюма.
В Индии шаровары носят преимущественно мужчины (как часть шальвар камиза).
В России шаровары входили в полевую форму одежды императорской армии, а позже и белой армии, такие штаны были широкие до паха и постепенно сужались к низу, покрой таких шаровар называется прямым, по боковым швам были разрезы, обшитые тесьмой.
Шаровары — один из элементов мужского костюма запорожских казаков. Больше всего на шаровары запорожских казаков походят брюки из курдского костюма, которые носятся навыпуск и подобно казакам подпоясываются широким и длинным поясом. Кроме того, шаровары, обычно красного или синего цвета, — часть украинского национального костюма, наряду с вышиванкой и поясом-кушаком. Были широко распространены среди запорожского казачества, но несколько в другом виде, без очень низкой талии и мотни, в виде просто свободных штанов. Ранее были повседневной одеждой, сейчас служат праздничной.
Сегодня такие штаны носят люди в различных регионах Турции и Индии, в России они получили некоторое распространение в качестве необычной одежды для жаркого климата.
Также в России шароварами часто называют традиционные японские плиссированные штаны хакама, хотя они строго говоря шароварами не являются, поскольку имеют прямой или даже расклёшенный силуэт, и кроятся широкими по всей длине, иногда даже расширяясь книзу, без традиционного для шаровар сужения к голени и ниже.

## Виды
В ВС России имперского периода существовали следующие виды брюк-шаровар:
- генеральские — чакчиры.
- узкие в обтяжку — рейтузы.

## Форма одежды

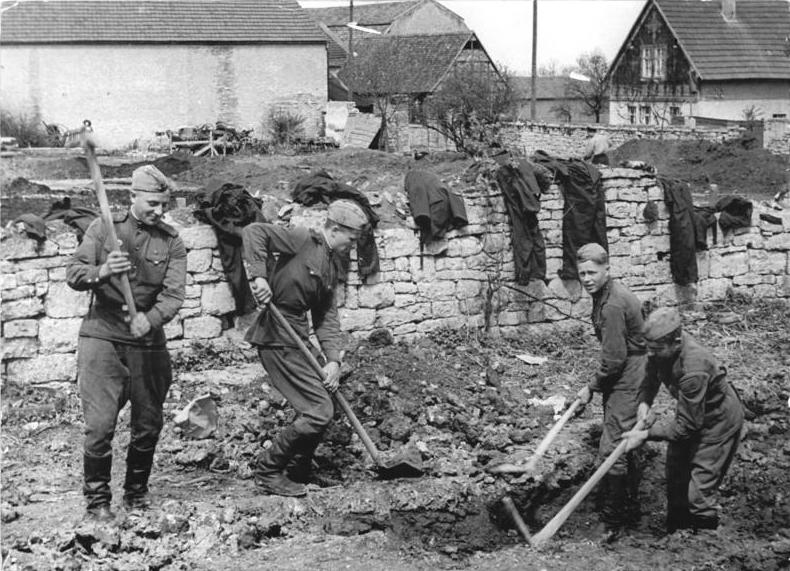
Советские солдаты в пилотках, гимнастёрках и галифе, напоминающих шаровары защитного цвета помогают восстанавливать хозяйство Германии. ГСВГ, 1958

Приказом МО СССР № 120, от 4 августа 1956 года «О введении в действие Правил ношения военной формы одежды сержантами, старшинами, солдатами, матросами, курсантами и воспитанниками Советской Армии и Военно-Морского Флота (на мирное время)» были установлены для ношения в составе военной формы одежды сержантам, старшинам, солдатам, матросам, курсантам и воспитанникам военных училищ Советской Армии и Военно-Морского Флота ВС СССР на мирное время:
при парадно-выходной.
- летней и зимней:
  - парадно-выходные шаровары синего цвета

при повседневно-полевой:
- летней:
  - шаровары защитного цвета
- зимней:
  - шаровары синего цвета

при рабочей
- летней и зимней:
  - шаровары защитного цвета

## Галерея

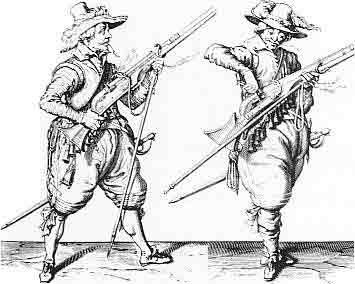
Мушкетёры в шароварах
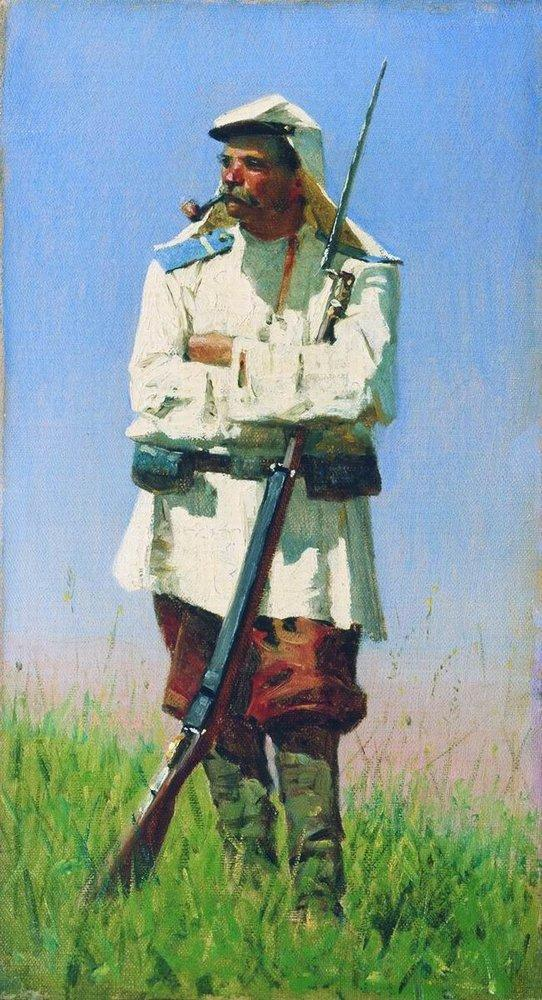
Ефрейтор Туркестанских линейных батальонов, Русской армии, в гимнастёрке и в красных шароварах
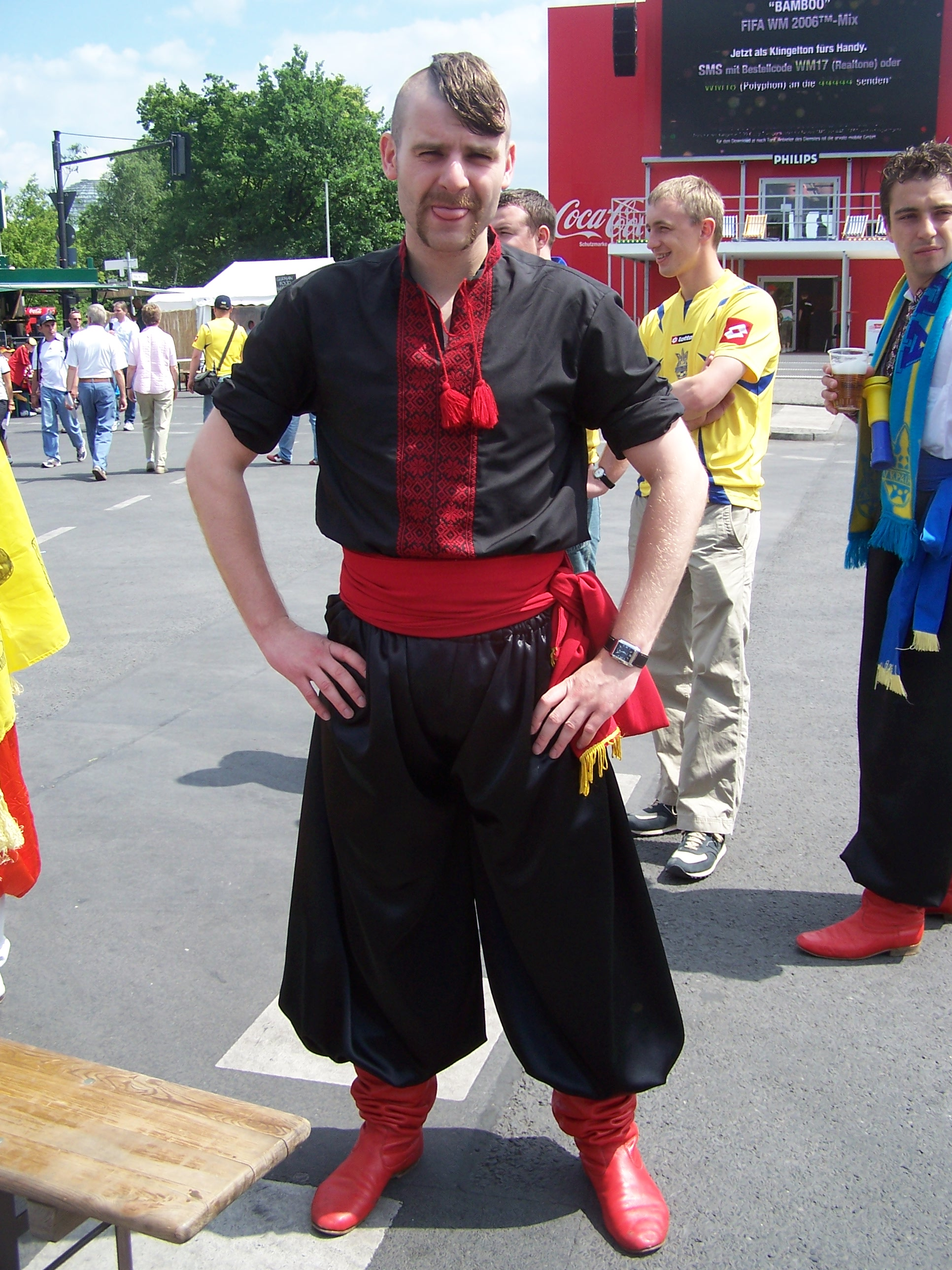
Мужчина, в костюме запорожского казака (в шароварах)
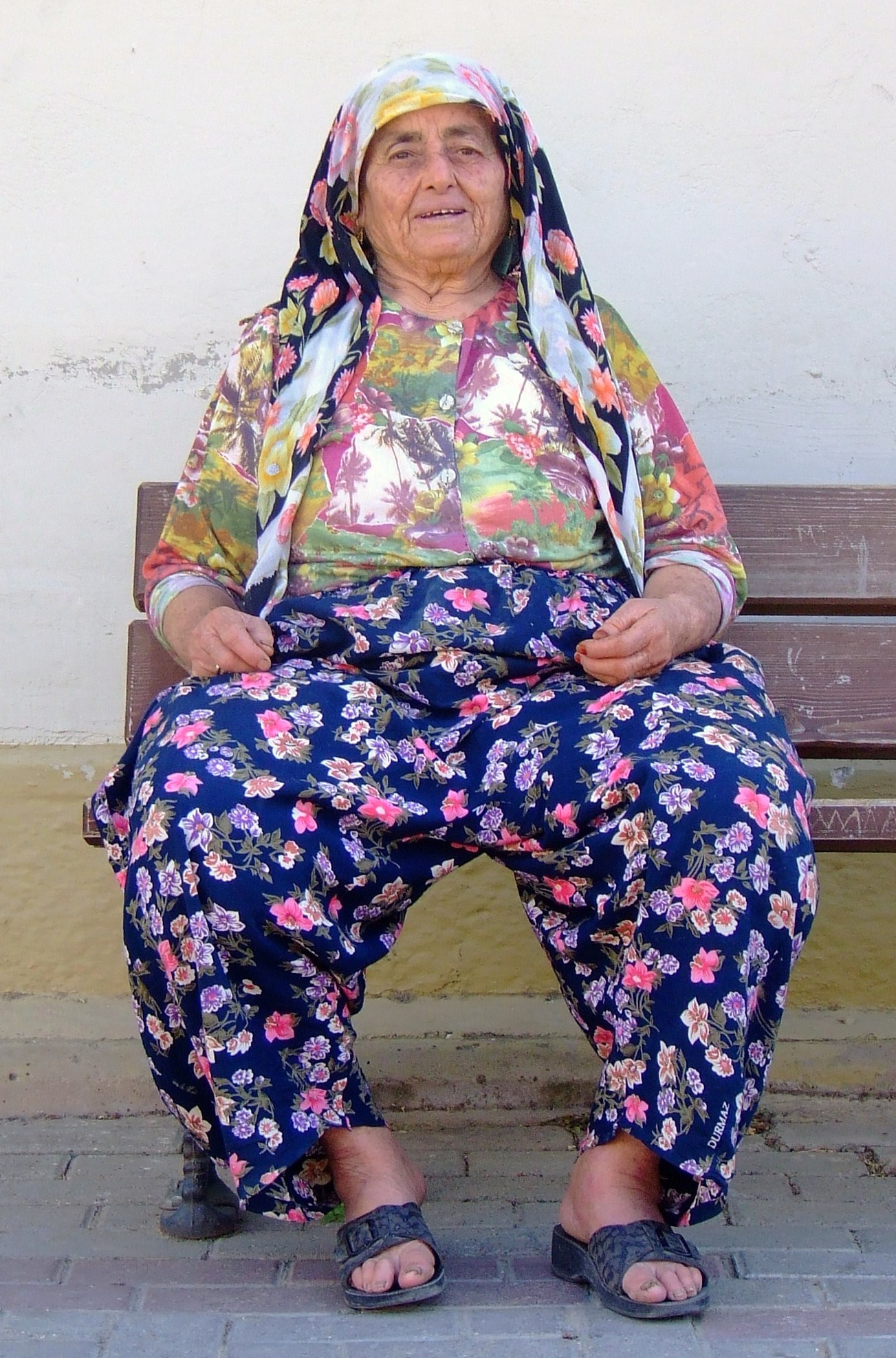
Пожилая турчанка в шароварах
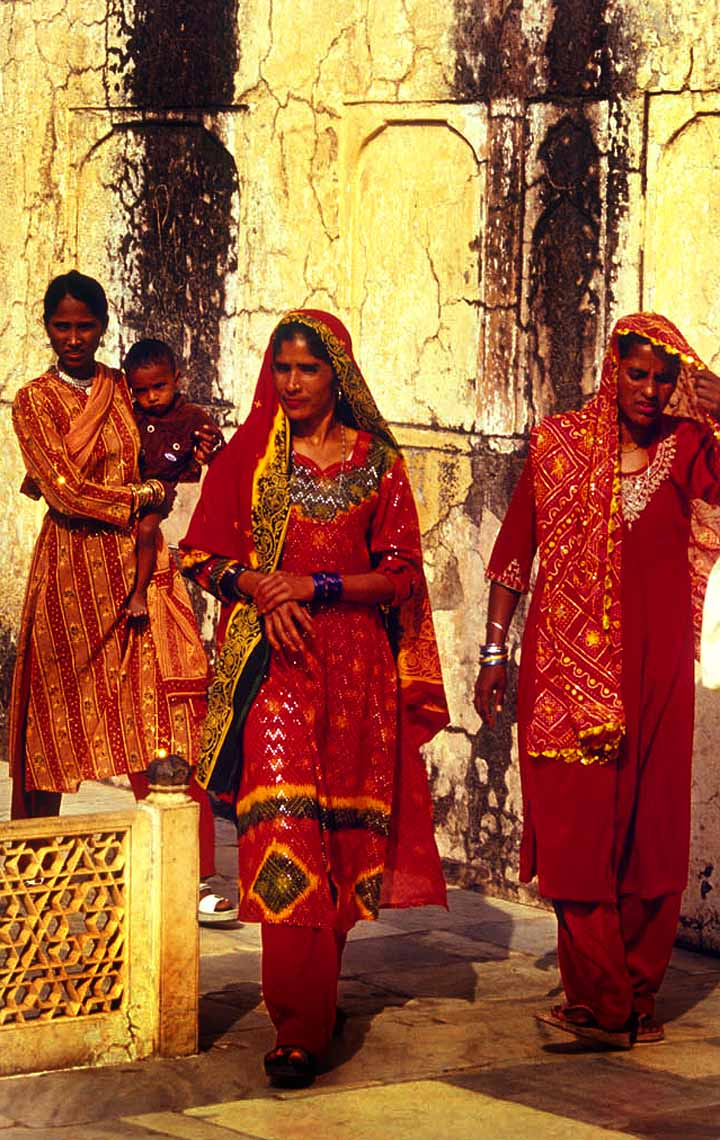
Жительницы Джайпура в шароварах
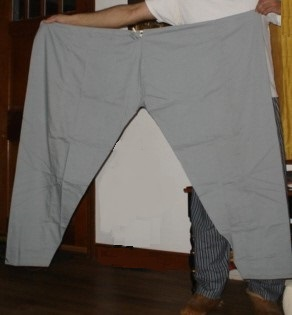
Мужские шаровары
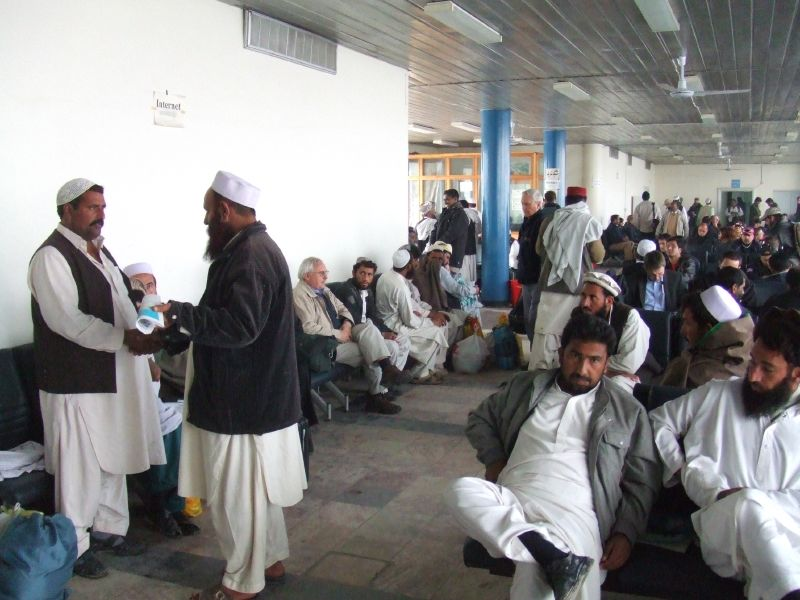
Пассажиры в шароварах в аэропорту Кабула
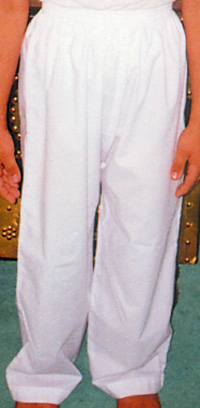
Шаровары в белом
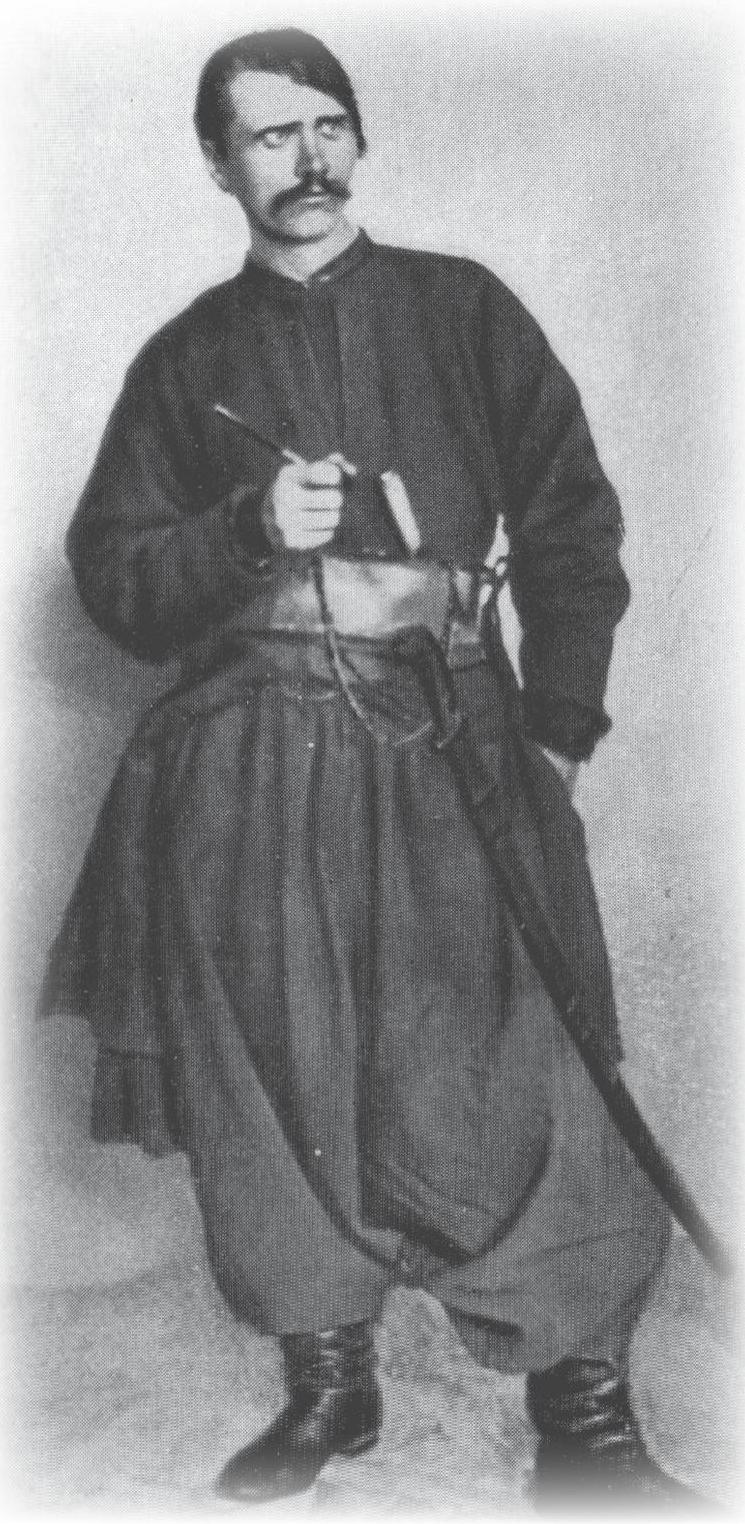
Дмитрий Яворницкий в казачьих шароварах
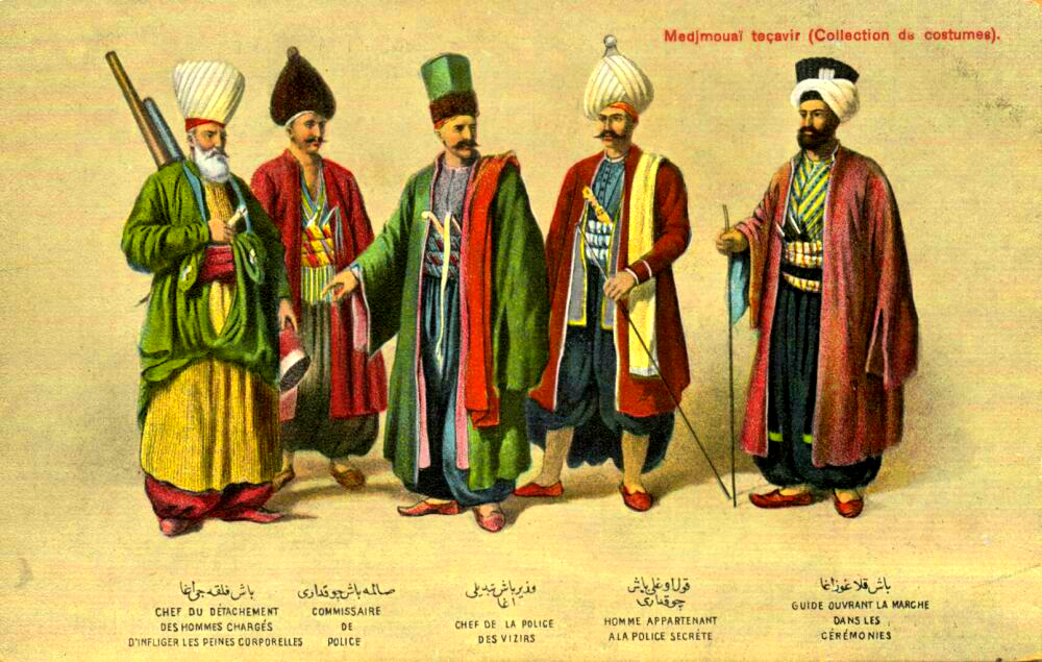
Османы, одетые в шаровары
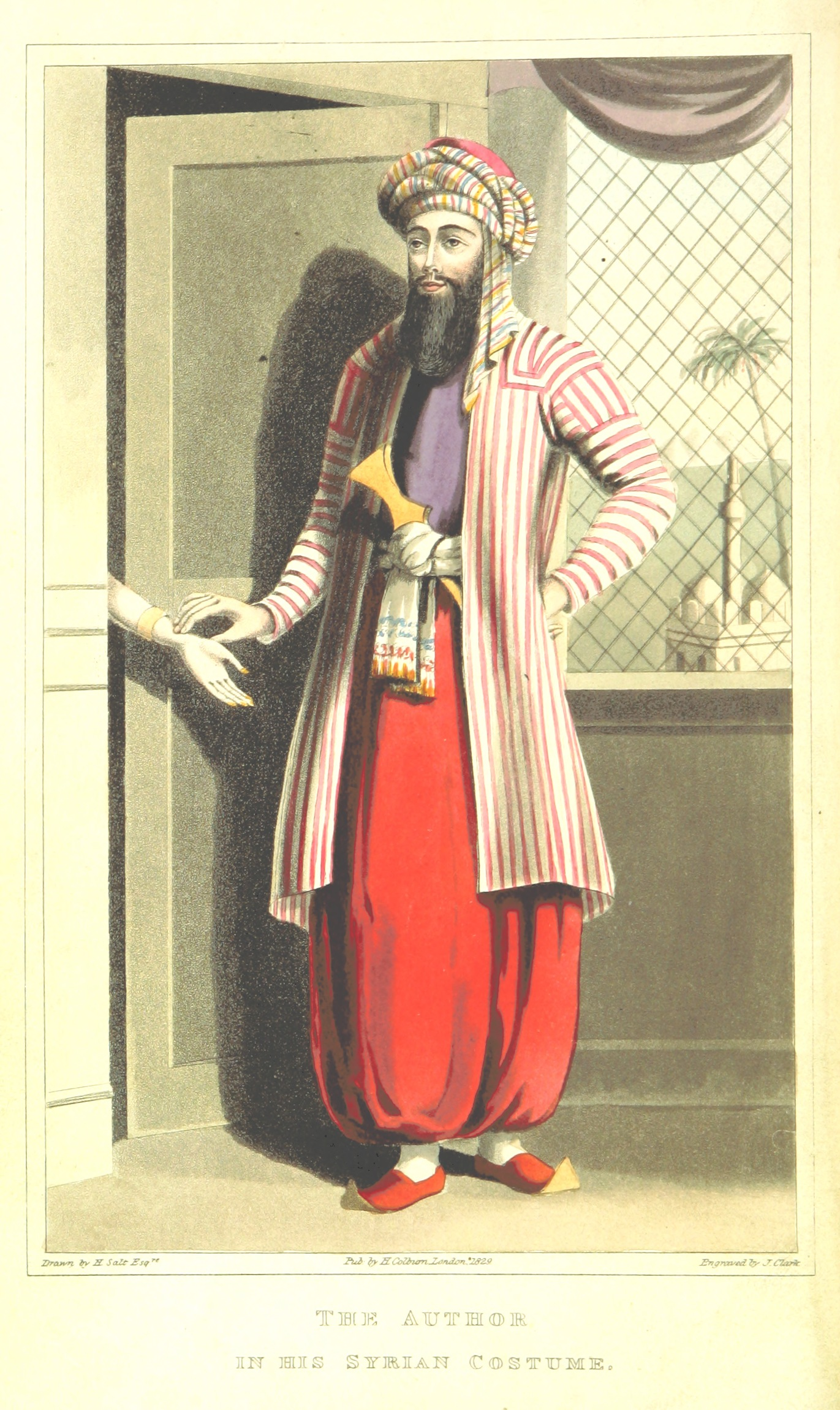
(1829) Ричард Роберт Мэдден, носящий шаровары в Сирии
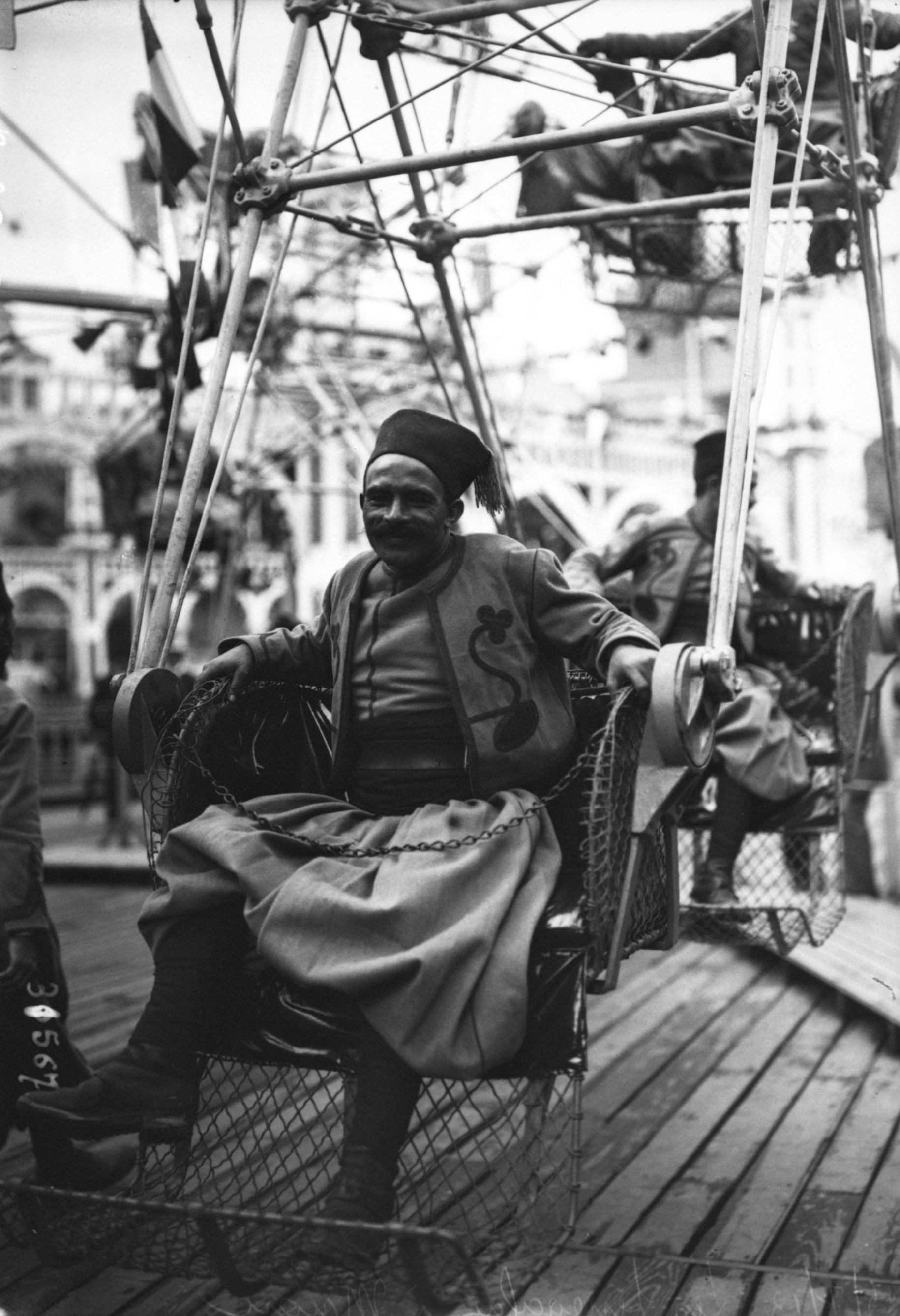
Алжирский солдат французской армии, одетый в штаны сераль, как часть его униформы стиля зуав 1913 года